# Labeobarbus batesii
Labeobarbus batesii es una especie de peces de la familia Cyprinidae, orden Cypriniformes.
Son peces dulceacuícolas del sur de Camerún, norte de Gabón y lago Chad, que pueden llegar alcanzar los 43,5 cm de longitud total.